# Constantine (Fernsehserie)
Constantine ist eine US-amerikanische Fernsehserie des Senders NBC, die auf den Hellblazer-Comics von DC Comics basiert. Die Serie wurde vom 24. Oktober 2014 bis zum 13. Februar 2015 ausgestrahlt. Aufgrund schwacher Zuschauerzahlen stellte der Sender die Serie nach einer Staffel mit 13 Folgen ein. Danach absolvierte die Figur noch Gastauftritte bei Arrow (Staffel 4) und bei den Legends of Tomorrow (Staffel 3), wo die Figur des John Constantine ab der 4. Staffel zur Hauptbesetzung gehört. ProSieben hat sich 2015 die Rechte für die deutschsprachige Ausstrahlung gesichert, welche bislang aber noch nicht erfolgt ist.

## Handlung
Als Exorzist und Meister der Dunklen Künste hat es sich Detektiv John Constantine zur Aufgabe gemacht, die Welt vor den bösen Mächten des Jenseits zu beschützen, um seine Seele von vergangenen Sünden reinzuwaschen. In seinem Kampf gegen Dämonen und andere okkulte Wesen erhält er Hilfe von seinem Freund Chas, der Hellseherin Zed und dem Engel Manny. Dabei bekommt es Constantine mit einer „aufkommenden Dunkelheit“ zu tun, die im Begriff ist, die ganze Welt heimzusuchen.

## Besetzung
| Rolle                   | Schauspieler          |
| ----------------------- | --------------------- |
| John Constantine        | Matt Ryan             |
| Zed Martin              | Angélica Celaya       |
| Francis „Chas“ Chandler | Charles Halford       |
| Manny                   | Harold Perrineau, Jr. |
| Papa Midnite            | Michael James Shaw    |
| Jim Corrigan            | Emmett J. Scanlan     |
| Ritchie Simpson         | Jeremy Davies         |

## Episodenliste
| Nr. | Deutscher Titel | Originaltitel                       | Erstveröffentlichung USA | Deutschsprachige Erstveröffentlichung (D/A/CH) | Regie             | Drehbuch                                           |
| --- | --------------- | ----------------------------------- | ------------------------ | ---------------------------------------------- | ----------------- | -------------------------------------------------- |
| 1 | —               | Non Est Asylum                      | 24. Okt. 2014            | —                                              | Neil Marshall     | Daniel Cerone Idee: Daniel Cerone & David S. Goyer |
| In einer Psychiatrie in Nordengland erholt sich der Exorzist und Meister der Dunklen Künste John Constantine von einer gescheiterten Dämonenaustreibung in Newcastle, bei der er die Seele des Mädchens Astra an den Dämon Nergal verlor. Diesen hatte er zuvor selbst heraufbeschworen, um die besessene Astra von einem anderen Dämon zu befreien, dann jedoch die Kontrolle über Nergal verloren. Durch eine übersinnliche Botschaft erfährt Constantine von Liv Aberdine, die von dem Dämon Furcifer heimgesucht wird. Er sucht sie auf und übergibt ihr einen Anhänger, der Orte von spiritueller Aktivität auf einer magisch präparierten Landkarte sichtbar macht. Mit dem Wissen, dass Furcifer seine Kraft aus der Elektrizität schöpft, und der Hilfe seines Freundes Chas und ehemaligen Partners Ritchie gelingt es Constantine, Furcifer mit Liv als Köder in ein Dämonensiegel zu locken und mit einem Zauber zurück in die Hölle zu verbannen. Kurz darauf bringt Constantine Liv dazu, die Stadt zu verlassen, indem er ihr eine blutige Mordszene dämonischen Ursprungs zeigt. Bevor sie geht, überlässt sie ihm allerdings noch die Karte mit den markierten Stellen. Anschließend wird Constantine vom Engel Manny konfrontiert, der ihn vor einer bevorstehenden Dunkelheit warnt und seine Hilfe benötigt.           |                 |                                     |                          |                                                |                   |                                                    |
| 2 | —               | The Darkness Beneath                | 31. Okt. 2014            | —                                              | Steve Shill       | Rockne S. O’Bannon                                 |
| Anhand seiner Karte begibt sich Constantine nach Pennsylvania, wo er den unnatürlichen Tod eines Minenarbeiters untersucht. Dabei trifft er auf die Zeichnerin Zed Martin, die ihn in Visionen gesehen hat und sich als Hellseherin herausstellt. Constantine findet heraus, dass unter der Leitung des skrupellosen Bergbauunternehmens bereits einige Arbeiter in der Mine gestorben sind. Die ungewöhnlichen Klopfgeräusche in den Höhlen lassen Constantine auf Bergkobolde, Geister toter Bergmänner, schließen, die aber normalerweise friedlich sind und nur mit dunkler Magie zu den Morden getrieben werden konnten. Nachdem auch der Chef der Firma von einem Bergkobold getötet wird und Constantine die leere Mine daraufhin durch eine Sprengung stilllegt, erkennt er, dass die Frau des zuletzt getöteten Bergarbeiters, eine böse Zigeunerin, hinter den mordenden Kobolden steckt und damit versucht hat, die Schließung der Mine zu bewirken. Als Constantine sie ausfragen will, schickt diese ihm ihre Kobolde auf den Hals, wird dann aber von dem Geist ihres rachsüchtigen Ehemannes in den Abgrund gezerrt. Nachher stellt Constantine fest, dass die leichtfertige Nutzung solch dunkler Magie nur durch die aufkommende Finsternis möglich war.                                                                 |                 |                                     |                          |                                                |                   |                                                    |
| 3 | —               | The Devil’s Vinyl                   | 7. Nov. 2014             | —                                              | Romeo Tirone      | Mark Verheiden & David S. Goyer                    |
| Nachdem ein ehemaliger Musikproduzent namens Bernie Selbstmord begeht, untersucht Constantine zusammen mit Zed die Leiche. Mithilfe eines Zaubers erfährt er von dieser den Namen Marcus Mooney, der den beiden beim darauffolgenden Besuch die Legende von Willy Cole, einem Bluessänger aus den 1930ern, erzählt: Dieser hatte seine Seele dem Teufel verkauft, der sie, gerade als Cole eine Platte aufnahm, einforderte und mit in die Unterwelt nahm. Die Stimme des Teufels wurde auf der Schallplatte gespeichert und jeder Hörer wird von ihr in den Wahnsinn getrieben. Bernie sollte die Echtheit der Schallplatte für Jasmine Fell überprüfen, die ihrerseits ihre Seele verkauft hatte, um ihren Mann vom Krebs heilen zu lassen. Der Drahtzieher dahinter ist der Voodoo-Priester Papa Midnite, der von Jasmine die Platte verlangte, um selbst mächtiger zu werden. Beim Aufeinandertreffen mit Constantine fesselt er diesen und lässt anschließend zwei Handlanger die Platte klauen. Constantine wird zwar von Zed befreit, doch die Handlanger werden von der Platte so beeinflusst, dass sie eine Sendestation stürmen, um sie im Radio abzuspielen. Constantine nutzt seine Magie, um die Platte mitsamt der Handlanger in die Hölle zu verbannen, während Papa Midnite mit leeren Händen ausgeht.                    |                 |                                     |                          |                                                |                   |                                                    |
| 4 | —               | Feast of Friends                    | 14. Nov. 2014            | —                                              | John F. Showalter | Cameron Welsh                                      |
| Constantine erhält Besuch von Gary Lester, der ebenfalls beim Vorfall mit Astra in Newcastle beteiligt war und seitdem schwere Drogenprobleme hat. Er erzählt Constantine davon, wie er einen Dämon in ein Gefäß eingefangen hatte, dieses an einer Flughafenkontrolle zu Bruch ging und der Dämon entwich. Constantine stellt fest, dass es sich um einen Hungerdämon handelt, der Menschen in einen Fresswahn treibt, scheitert jedoch dabei, ihn zu bändigen. Mithilfe der Visionen von Zed und Nommo, einem Spezialisten für psychotrope Substanzen, entdeckt Constantine, dass der Dämon Mnemoth heißt und von einem sudanesischen Schamanen zur Bekämpfung der Hungersnot mittels Skarifizierung in einen Jungen verbannt wurde. Diesen hatte Lester bei einem Sudanaufenthalt getroffen und von dem Dämon befreit. Nachdem Constantine Lester bei Drogendealern wiederfindet, nimmt dieser ihn zu dessen Überraschung mit zu dem Theater, wo sich Mnemoth derweil aufhält. Es stellt sich heraus, dass Constantine Lester als Wirt für den Dämon nutzen will. Lester sieht dies als Chance zur Wiedergutmachung seiner Fehler und lässt Constantine den Dämon in sich einsperren. Von Mnemoth gequält stehen Constantine und Manny Lester auf dem Weg seiner Seele ins Jenseits bei.                                               |                 |                                     |                          |                                                |                   |                                                    |
| 5 | —               | Danse Vaudou                        | 21. Nov. 2014            | —                                              | John Badham       | Christine Boylan                                   |
| Nachdem in New Orleans eine Frau von einer Unbekannten mit Mundschutz erstochen wird und ein Mann von einem Anhalter abgelenkt gegen einen Baum fährt und stirbt, treffen Constantine, Zed und Chas am Tatort auf den Polizisten Jim Corrigan, der Zeuge des ersten Mordes war. Constantine findet mithilfe von Corrigan heraus, dass die vermeintlichen Täter schon längst verstorben sind und es sich hierbei um deren Geister handelt. Die Frau mit dem Mundschutz war ein Model, dessen Mund von einer Partnerin nach mehreren Fehlauftritten mit einer Schere derart entstellt wurde, dass diese sich das Leben nahm. Der Anhalter wurde eines Tages von seiner Großmutter weggeschickt und starb seinerseits durch einen Autounfall. Das Model und die Großmutter suchten aufgrund ihrer Schuldgefühle Papa Midnite auf, der für Geld trauernde Menschen mit ihren Verstorbenen in der Unterwelt kommunizieren lässt. Durch die nahende Dunkelheit hatte er die Kontrolle verloren und die Verstorbenen unwissentlich als Geister heraufbeschworen, was ihm soeben bei einem weiteren Opfer widerfährt. Mit dem Wissen, dass die drei sich schuldig fühlenden Personen ihren Schmerz verdrängen müssen, halten Constantine und Papa Midnite ein Ritual ab, welches die Geister zurück in die Unterwelt schickt.                     |                 |                                     |                          |                                                |                   |                                                    |
| 6 | —               | The Rage of Caliban                 | 28. Nov. 2014            | —                                              | Neil Marshall     | Daniel Cerone                                      |
| Constantine begibt sich nach Birmingham, wo die Eltern eines Mädchens ermordet wurden, das Kind aber verschont blieb. Dies lässt Constantine auf einen Geist schließen, der Kinder heimsucht und deren Eltern tötet. Von einer Bekannten erhält Constantine Akten von ähnlichen Mordfällen, die allerdings schon Jahrzehnte zurückliegen. Ein Kind von damals, Marcello Panneti, ist mittlerweile im Erwachsenenalter und befindet sich in der Psychiatrie, zeigt sich bei Constantines Besuch jedoch in katatonischem Zustand. Der Geist hat unterdessen von einem weiteren Kind Besitz ergriffen, welches Constantine dank der mystischen Karte aufspürt. Nach anfänglichen Problemen, den Eltern klarzumachen, dass deren Sohn besessen ist, kann Constantine die Mutter überzeugen, als der Junge beginnt, sich merkwürdig zu verhalten. Sein Versuch, den Geist mithilfe einer Séance an den Ort des ersten Mordes zu verbannen, scheitert zunächst. Als Constantine daraufhin auf Zustimmung der Mutter einen Exorzismus durchführen will, flieht der Junge und greift sich eine Axt, was Constantine erkennen lässt, dass es sich um Pannetis Geist handelt, da dessen Finger in der Kindheit als Bestrafung abgehackt wurden. Constantine kann den Jungen befreien, indem er den Geist zurück in Pannetis Körper sperrt.          |                 |                                     |                          |                                                |                   |                                                    |
| 7 | —               | Blessed Are the Damned              | 5. Dez. 2014             | —                                              | Nick Gomez        | Sneha Koorse                                       |
| In Kentucky treffen Constantine und Zed auf einen christlichen Prediger, der bei einem Ritual einen tödlichen Schlangenbiss überlebte und seitdem fähig ist, Menschen zu heilen. Constantine findet heraus, dass der Prediger in Besitz einer Engelsfeder ist, die dem Engel gehört, der seine Seele nach dem Tod begleitet hat, während der Prediger seine Gabe für Gottes Willen hält. Kurz darauf stoßen Constantine und Zed auf den weiblichen Engel Imogen, der in der irdischen Welt gefangen ist. Manny stellt fest, dass Imogen durch das Entfernen einer Feder auf die Erde gefallen ist und diese zum Überleben braucht. Die Wundergeheilten verwandeln sich schließlich in barbarische Ghule und machen Jagd auf die Feder, weshalb Constantine und der Prediger fliehen müssen. Dabei gesteht der Prediger einen Mord, wodurch Constantine erkennt, dass dieser sich auf dem Weg zur Hölle befand und Imogen ihm als gefallener Engel die Feder gab, um sich später mithilfe dieser auf der Erde manifestieren zu können. Zed hat Imogen die Feder jedoch in der Zwischenzeit überbracht, woraufhin der böse Engel in Vollbesitz seiner Kräfte zu fliehen versucht. Entgegen seiner Vorschrift, die Ereignisse auf der Erde nicht zu beeinflussen, hält Manny sie auf, indem er ihr das Herz herausreißt und sie somit tötet. |                 |                                     |                          |                                                |                   |                                                    |
| 8 | —               | The Saint of Last Resorts           | 12. Dez. 2014            | —                                              | TJ Scott          | Carly Wray                                         |
| Auf die Bitte der Nonne Anne Marie, ehemalige Freundin von Constantine und Anwesende beim Newcastle-Vorfall, begibt sich Constantine mit Chas in ein Kloster nach Mexiko-Stadt, wo die Dämonengöttin Lamaschtu ein Neugeborenes entführt und die Mutter getötet hat. Als ein weiterer Säugling derselben Familie entführt wird, befragt Constantine die Großmutter, die dies als Zeichen der Rückkehr von „La Brujería“ sieht, einem als ausgelöscht geltenden urteuflischen Zaubererstamm aus Chile, den Constantine mit der anbrechenden Finsternis in Verbindung setzt. Nachdem Constantine Lamaschtu mit einem Zauber anlockt und ihr mitsamt Chas und Anne Marie in die Kanalisation folgt, erklärt diese ihnen dort, dass sie „La Brujería“ mit Nachkommen versorgt, während diese die Vereinigung von Erde und Hölle vorbereiten. Mithilfe des Siegels von Pazuzu verbannt Constantine Lamaschtu, doch während Chas einen Säugling in Sicherheit bringt, werden Constantine und Anne Marie von einem Invunche aufgehalten, einem altertümlichen blutrünstigen Monster. Um das andere Neugeborene und sich selbst zu retten, schießt Anne Marie Constantine an und überlässt ihn dem Invunche. In Constantines Haus wird Zed währenddessen von Eindringlingen entführt, die sie zu ihrem Vater bringen wollen.                      |                 |                                     |                          |                                                |                   |                                                    |
| 9 | —               | The Saint of Last Resorts: Part Two | 16. Jan. 2015            | —                                              | Romeo Tirone      | Mark Verheiden                                     |
| Als letzten Ausweg, um den Invunche fernzuhalten, benutzt Constantine das Siegel und lässt den Dämonenkönig Pazuzu von sich Besitz ergreifen. Als Chas Constantine an die Oberfläche holt, übernimmt jedoch der Dämon die Kontrolle über ihn und lässt ihn auf der Flucht mehrere Bandenmitglieder brutal ermorden, woraufhin er im Gefängnis landet. Währenddessen hat sich Zed aus der Gewalt ihrer Entführer befreit und fliegt auf Chas’ Anruf nach Mexiko-Stadt. Dort gelangen Chas, Zed und Anne Marie ins Gefängnis und wollen mithilfe von Constantines vorbereiteten Anweisungen einen Exorzismus durchführen, da sein Körper ansonsten vollständig von Pazuzu vereinnahmt wird. Dabei werden sie allerdings von Nahasch gestört, der Personifikation der sündhaften Schlange aus dem Paradies, welcher Constantine im Namen von „La Brujería“ aufhalten will, doch durch ein heiliges Messer getötet werden kann. Nach diesem Fehlschlag gelingt über Umwege die Flucht aus dem Gefängnis und Constantine wird zurück in sein Haus gebracht, wo die magischen Abwehrmechanismen helfen sollen, den Dämon auszutreiben. Anne Marie, ebenfalls erfahren in der Anwendung von Magie, schafft es schließlich trotz Pazuzus Widerstand, Constantine von dem Dämon zu befreien.                                                       |                 |                                     |                          |                                                |                   |                                                    |
| 10 | —               | Quid Pro Quo                        | 23. Jan. 2015            | —                                              | Mary Harron       | Brian Anthony                                      |
| In Rückblenden wird gezeigt, wie Constantine Chas zwei Jahre zuvor bei einem Abend in einer Bar aufgrund dessen Alkoholkonsums zur sicheren Heimfahrt mit einem Schutzzauber versah, bevor er ging. Dieser bewirkte, dass Chas ein Feuer, das kurz darauf ausbrach, überlebte und die Seelen der 47 Toten in sich aufnahm. Seitdem ist es ihm möglich, mit jedem Tod eine Seele zu verbrauchen und so am Leben zu bleiben. In der Gegenwart ist Chas’ Tochter Geraldine, die er bei seiner Frau, zu der er ein schlechtes Verhältnis hat, besuchen wollte, von einer Reihe von Bewusstlosigkeitsanfällen in Brooklyn betroffen. Constantine erkennt, dass die Seelen der im Koma liegenden Opfer durch anspruchsvolle schwarze Magie von ihrem Körper getrennt wurden. Durch eine Vision von Zed finden sie den Unterschlupf des Zauberers, bei dem es sich um Felix Faust handelt. Dieser missachtet daraufhin ihre Vereinbarung, für die Auslöschung eines ihm feindlichen Dämons Geraldines Seele freizugeben, woraufhin Chas seine Tochter selbst retten will. Er bindet Faust mit einem magischen Objekt an sich und zündet eine Handgranate, die beide tötet. Fausts Zauber ist gebrochen und Geraldine kommt zu Bewusstsein, während Chas wieder lebendig mit seiner Familie vereint ist.                                          |                 |                                     |                          |                                                |                   |                                                    |
| 11 | —               | A Whole World Out There             | 30. Jan. 2015            | —                                              | Tom Wright        | Davita Scarlett & Sneha Koorse                     |
| Nachdem ein Schüler von Ritchie, der Professor an einer Universität ist, zusammenbricht und stirbt, untersucht Constantine den Fall und entdeckt, dass dieser einer von vier ahnungslosen Jugendlichen war, die ein altes ägyptisches Ritual ausprobiert haben, welches ihr Bewusstsein kurzzeitig in eine andere Welt befördert hat. Ritchie bringt dies mit Jacob Shaw in Verbindung, welchem es einst gelungen sein soll, mithilfe des Rituals eine künstliche Dimension zu erschaffen, in die er sein Bewusstsein aufgrund eines bevorstehenden Mordprozesses transferierte. Nachdem zwei weitere Schüler sterben, stellt sich heraus, dass die drei Opfer seit dem Ritual geistig mit Shaws Welt verbunden waren und dieser sie durch spiegelnde Oberflächen auf seine Seite ziehen konnte, wo er sie tötete. Nachdem auch die letzte Studentin in Gegenwart von Constantine und Ritchie in Shaws Dimension gezerrt wird, folgen die beiden ihr mit dem Ritual. In der anderen Welt sind die drei Verstorbenen am Leben, da Shaw die Welt nach seinem Belieben verformen kann. Durch sein Wissen gelingt es Ritchie allerdings, die Kontrolle über die Welt an sich zu reißen und Shaws Geist auszulöschen. Die letzte Schülerin kann gerettet werden und Constantine und Ritchie kehren mit ihr wieder zurück.                      |                 |                                     |                          |                                                |                   |                                                    |
| 12 | —               | Angels and Ministers of Grace       | 6. Feb. 2015             | —                                              | Sam Hill          | Christine Boylan                                   |
| Auf Mannys Hinweis besucht Constantine mit Chas und Zed eine mit schwarzen Adern eingelieferte Patientin im Krankenhaus, die kurz darauf stirbt. Zed erleidet dabei einen Anfall und wird untersucht, wobei sich herausstellt, dass ein Hirntumor der Auslöser ihrer Visionen ist. Constantine gelingt es mithilfe eines Zaubers, Manny vorübergehend in den Körper eines Arztes zu binden. Zusammen finden die beiden einen brutal ermordeten Krankenhausmitarbeiter mit dunklem Herz, was Manny auf den Schwarzen Diamanten schließen lässt. Dieser ist eine Manifestation purer schwarzer Magie eines bösen Zauberers und wurde einst durch himmlisches Licht in etliche Teile gespalten, die sich auf der Erde verteilt haben. Bei einem Zusammenstoß mit dem Mörder kann Constantine dessen aufgrund der schwarzen Magie entstelltes Gesicht nicht erkennen, doch mit Mannys Hilfe stellt er fest, dass es sich bei diesem um Zeds Arzt handelt, der einen Teil des Diamanten als Kriegssanitäter in Bagdad in sich aufgenommen hat. Es kommt zum Kampf, in dessen Verlauf Constantine Manny von dessen Körper befreit, woraufhin dieser in Engelsform vor dem Arzt erscheint und ihn mithilfe des göttlichen Lichts aufhält. Auf den Rat von Manny lässt Zed den Tumor nicht entfernen und sieht dies als Preis für ihre Gabe.      |                 |                                     |                          |                                                |                   |                                                    |
| 13 | —               | Waiting for the Man                 | 13. Feb. 2015            | —                                              | David Boyd        | Cameron Welsh                                      |
| Detective Corrigan ersucht Constantines Hilfe bei der Ermordung eines Kollegen, der in einem Fall von drei entführten Mädchen ermittelt hat. Bei der Untersuchung der Leiche warnt Gary Lester Constantine aus der Unterwelt vor einem auf ihn ausgesetztes Kopfgeld. Nachdem sich der Täter als Satanist herausstellt und ein weiteres Mädchen entführt, gelingt es Constantine mittels einer eigens herbeigeführten Vision, den Entführungsort des Mädchens herauszufinden. Dort wird Constantine allerdings von einem Voodoo-Zombie von Papa Midnite, der nach dem Kopfgeld trachtet, angegriffen, welcher von Corrigan erschossen wird. Als Papa Midnite Constantine persönlich aufsucht, schafft es letzterer, Midnite kampfunfähig zu machen und der Polizei zu übergeben. Durch eine Vision von Zed findet das Trio den Aufenthaltsort des Satanisten, der das entführte sowie die drei anderen, mittlerweile toten, Mädchen im Namen des Teufels „heiraten“ wollte. Sie töten ihn und befreien das Mädchen. Während sich Zed und Corrigan daraufhin am Abend näher kommen, bestätigt Manny Constantine, dass ihr gemeinsamer Kampf gegen das Böse erfolgreich verläuft. Anschließend befreit Manny Papa Midnite aus der Gewalt der Polizei und offenbart sich ihm als der Drahtzieher hinter „La Brujería“.                       |                 |                                     |                          |                                                |                   |                                                    |